# Gewoon Bloot
Gewoon Bloot (ndl.: Einfach. nackt.) war eine niederländische Fernsehsendung des Kindersenders NPO Zapp der öffentlich-rechtlichen Rundfunkanstalt Nederlandse Publieke Omroep.
Sie lehnte sich an das preisgekrönte dänische Programm Ultra smider tøjet (dänisch Ultra wirft die Kleidung weg) an, das seit 2019 ausgestrahlt wird.

## Handlung
In der Show wurden jeweils fünf nackte Erwachsene von Kindern befragt. So sollte ein positives Körperbewusstsein vermittelt werden. Sex wurde dabei nicht behandelt.

## Ausstrahlung
Acht Folgen der Show wurden 2021 für eine Zielgruppe von 10- bis 12-jährigen Menschen gezeigt. Der Sender beschreibt sie so (Übersetzung):

„Neu bei NPO Zapp: Einfach. nackt.
Fragen Sie sich manchmal, ob Ihr Körper normal ist? Kein Wunder, denn auf Instagram, Snapchat und TikTok scheint jeder perfekt zu sein! Viele Menschen nutzen Filter, Make-up oder legen sich sogar unters Messer, um besser auszusehen. Das macht es schwierig zu erkennen, was noch „real“ ist. Deshalb hat sich NPO Zapp Einfach. Nackt. ausgedacht. Eine Sendung, in der eine Gruppe von Kindern unter der Leitung von Moderator Edson da Graça fünf normalen Menschen das Hemd vom Körper fragt. Wörtlich! Denn unsere Gäste sind splitternackt.“

Die Themen der einzelnen Sendungen waren
(dort auch Aufzeichnungen, aus Deutschland nicht abrufbar)
| Titel        | Übersetzung     | Sendetermin (jeweils 19:35 h) |
| ------------ | --------------- | ----------------------------- |
| Het lichaam  | Der Körper      | 21. März 2021                 |
| Huid en haar | Haut und Haare  | 28. März 2021                 |
| Borsten      | Brüste          | 4. April 2021                 |
| Gewicht      | Gewicht         | 11. April 2021                |
| Billen       | Hintern         | 18. April 2021                |
| Piemel       | Penis           | 25. April 2021                |
| Transgender  | Transsexualität | 2. Mai 2021                   |
| Vagina/Vulva | Vagina/Vulva    | 9. Mai 2021                   |

## Einzelne Reaktionen und gebündelte Verbreitung
Schon vor der Ausstrahlung der ersten Folge, aufgrund eines Trailers, äußerte ein einzelner niederländischer Politiker einen Pädophilie-Vorwurf, ein anderer meinte, wohl fehlinformiert, dass die Sendung nicht zur Sexualaufklärung geeignet sei. Ein Bericht über die Sendung und die genannten Vorwürfe wurde weltweit verbreitet. Nur teilweise wurde bei den Veröffentlichungen die Information übernommen, dass Sex kein Thema der Sendung sei.
Eine griechische Version sprach von „Aufregung“, aber nicht von konkreten Vorwürfen.
Die übrigen Kopien, mit vielfach übereinstimmenden Bildern, ließen den Passus „Gewoon Bloot geht nicht auf Sex ein“ aus, wiederholten aber ausführlich die weitreichenden Vorwürfe und Schlagworte der empörten Politiker. Darunter ist eine deutschsprachige Version,
eine niederländische
und eine Mehrzahl aus dem Vereinigten Königreich
und den USA.
Zwei identische Berichte wurden von derselben Person in Malaysia veröffentlicht.
Ein Bericht bei Dailywire beschrieb aufgrund von Youtube-Kopien ausführlich die Äußerungen einer Transperson, benannte dieselben Politiker-Reaktionen, ließ jedoch ebenfalls die „kein Sex“ Aussage aus.
Die Überschriften betonten vielfach die empörten Reaktionen der beiden Politiker: „fierce backlash“, „uproar“, „hot and bothered“, „sparks fury“, „causes stir“, „television show slammed“. Drei Überschriften waren neutral.